# Only One (유키스의 음반)
《U-Kiss Only One Album》은 대한민국 보이 그룹 유키스의 첫 번째 정규 앨범이다. 타이틀 곡은 〈빙글빙글〉이다. 2010년 2월 3일 KT 뮤직에서 발매되었다.

## 수록곡
| #  | 곡명                  | 작사           | 작곡        | 편곡        |
| -- | --------------------- | -------------- | ----------- | ----------- |
| 1  | Intro                 | 용감한 형제    | 용감한 형제 | 용감한 형제 |
| 2  | 빙글빙글              | 용감한 형제    | 용감한 형제 |             |
| 3  | Without You           | 용감한 형제    | 용감한 형제 | 용감한 형제 |
| 4  | 뭐라고                | 용감한 형제    | 용감한 형제 | 용감한 형제 |
| 5  | Bang Bang Bang        | 한상원         | 한상원      | 윤영민      |
| 6  | Dancing Floor         | 한상원         | 한상원      | 윤영민      |
| 7  | 만만하니 (New Ver.)   | 용감한 형제    | 용감한 형제 | 용감한 형제 |
| 8  | It's OK (Remix)       | 용감한 형제    | 용감한 형제 | 용감한 형제 |
| 9  | 니가 좋아 (Remix)     | 용감한 형제    | 용감한 형제 | 용감한 형제 |
| 10 | Talk To Me (Remix)    | 용감한 형제    | 용감한 형제 | 용감한 형제 |
| 11 | 어리지 않아 (Remix)   | 마부스(Maboos) | 용감한 형제 | 코끼리 왕국 |
| 12 | Give It To Me (Remix) | 용감한 형제    | 용감한 형제 | 용감한 형제 |
| 13 | 빙글빙글 (Inst.)      |                | 용감한 형제 | 용감한 형제 |
| 14 | 뭐라고 (Inst.)        |                | 용감한 형제 | 용감한 형제 |